# Bemisia bambusae
Bemisia bambusae là một loài côn trùng cánh nửa trong họ Aleyrodidae, phân họ Aleyrodinae.
Bemisia bambusae được Takahashi miêu tả khoa học đầu tiên năm 1942.